# Hydrus
Hydrus （ハイドラス）は、Windows で動く、土壌のような飽和・不飽和多孔質体中の水の流れと熱・溶質の移動をモデル解析できるソフトウェアである。HYDRUS ソフトウェア製品群は、データの前処理や土壌の空間離散化の対話的なグラフィカルユーザインタフェースと、計算結果のグラフィック表示をサポートしている。HYDRUS-1Dは一次元の水分・熱・溶質移動を数値計算するパブリックドメインソフトウェアであり、HYDRUS 2D/3Dは二次元及び三次元の数値計算へと拡張したもので、有償で配布されている。

## 歴史

### HYDRUS 1D

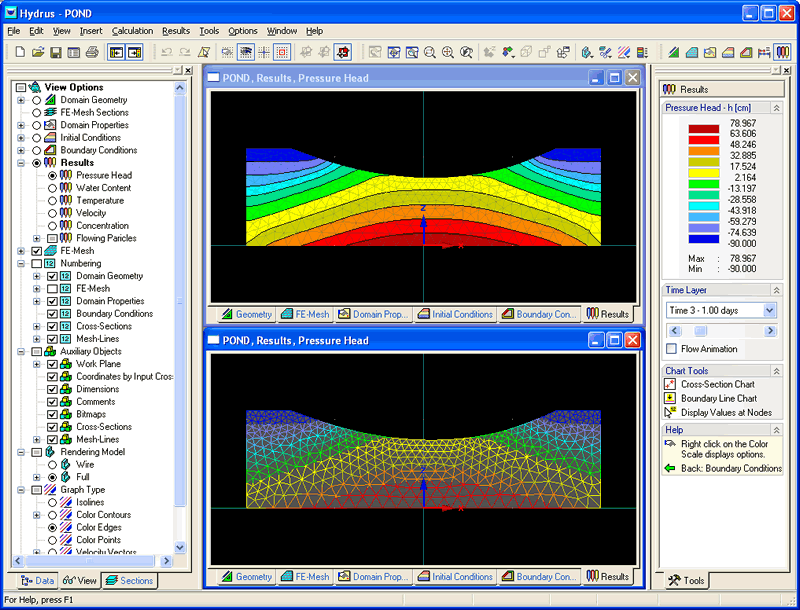

History of Hydrus-1D Development

HYDRUS-1D の起源は van Genuchten の初期の仕事と SUMATRA と WORM モデルにさかのぼり、その後の Vogel (1987) の SWMI モデルと Kool and van Genuchten (1989)の HYDRUS モデルにも依拠している。SUMATRA ではエルミート型の有限要素法が用いられ、WORM と初期の HYDRUS では線形の有限要素法が水分と溶質移動の方程式に用いられ、SWMI では差分法で水分移動方程式を解いた。